# エリコの丘から
『エリコの丘から』(エリコのおかから、Up from Jericho Tel)は、E・L・カニグズバーグによって執筆された児童文学作品である。1986年アテネウム・ブックスから出版された。
これは、インターネット推理小説データベースにも登録されているカニグズバーグの執筆した唯一の推理小説である。
米国議会図書館件名標目表の主題分類は「俳優と女優に関するフィクション」「超自然に関するフィクション」「謎と探偵の物語」である。
出版社サイモン&シュースターは、10歳から14歳の子向けとしている。
読解レベルは、6.1が当てられている。

## あらすじ
この本は、ニューヨーク州ロングアイランドに住む中学生のジーンマリー・トロクセムと韓国人ハーフのメルカム・スーが、トレーラーを家にしている人たちの移動住宅団地の裏手の木々が生い茂る荒れ果てた場所に、死んだアオカケスのお墓を作ってやるお話である。ふたりとも転校生で、友達はいない。それぞれに将来、科学者や女優になりたい夢を持っている。お墓を作った場所を「エリコの丘」と名付けた。
２日後、エリコの丘でダルメシアン犬の死体を見つける。その犬を埋葬しようと、地面を掘っていると、立坑のようなものに落ち込み、藤色の光に包まれた不思議な部屋の中に住む元女優のタリューラに出会う。上の世界で見つけた死んだ犬は彼女の飼い犬だった。彼女は既に亡くなっていて、この部屋からは出られない。彼女の家を、2人はラハブの家と呼ぶことにする。彼女は自分が心臓発作で亡くなった時身につけていたレジナ石と呼ばれるダイヤモンドのネックレスが行方不明になってしまったので、それを見つけてほしいと依頼される。天国に行ってしまう前に、それが心残りになっている。ジーンマリーとメルカムは、自分たちの姿がだれにも見られない状態で、いろんな場所、人のもとに送られる。タリューラが亡くなった時、その場に居合わせた大道芸人の歌手たちのもとを訪問する。フォーク歌手、腹話術師、マジシャン、執事、一体誰がレジナ石を盗んだのか、盗んだ人はそれで成功できたのだろうか、お金持ちになれたのだろうか。関係者を１人ずつ当たっていく。その捜索の中で2人はスターになるための3つの大切な条件を学ぶことになる。

## 出版業界の評価
- ブックリスト（英語版）はこの本を編集者のお勧めに選んでいる。
- 注目の児童書、活字部門に選出(Notable Children's Trade Book Language、AR)[1]
- Kirkus Reviewsは、「エリコの丘から」を星付き書評で紹介している。

## 邦訳
- 岡本浜江訳『エリコの丘から』佑学社、1988年
- 小島希里訳『エリコの丘から』岩波少年文庫、2000年/ 改版　金原 瑞人訳、小島 希里 訳、2004年